# Foluke Gunderson
Foluke Antinuke Akinradewo Gunderson, född 5 oktober 1987 i London i Ontario i Kanada, är en amerikansk volleybollspelare. 
Gunderson blev olympisk guldmedaljör i volleyboll vid sommarspelen 2020 (som skedde 2021) i Tokyo samt silvermedaljör i volleyboll vid sommarspelen 2012 i London.

## Klubbar
- Toyota Auto Body Queenseis (2010–2011)
- Dinamo Krasnodar (2011–2012)
- Rabita Baku (2012–2015)
- Voléro Zürich (2015–2017)
- Hisamitsu Springs (2017–2019, 2020–2021)